# Henri Deschamps
Pour les articles homonymes, voir Deschamps et Henri Deschamps (homonymie).
Henri Deschamps ou Garnier (nom de résistant), né le 24 mai 1899 à Antananarivo et mort le 5 février 1968, des suites d'un accident de la route, est un militant socialiste et résistant français.

## Biographie
Professeur en lycée, Henri Deschamps est avant la guerre le secrétaire de la section socialiste SFIO à Miribel. Il écrit dans Le Travailleur de l'Ain, journal de la fédération socialiste de l'Ain. 
Pendant la Deuxième Guerre mondiale, il est membre du mouvement de Résistance Franc-Tireur.

### Participation à la création des M.U.R

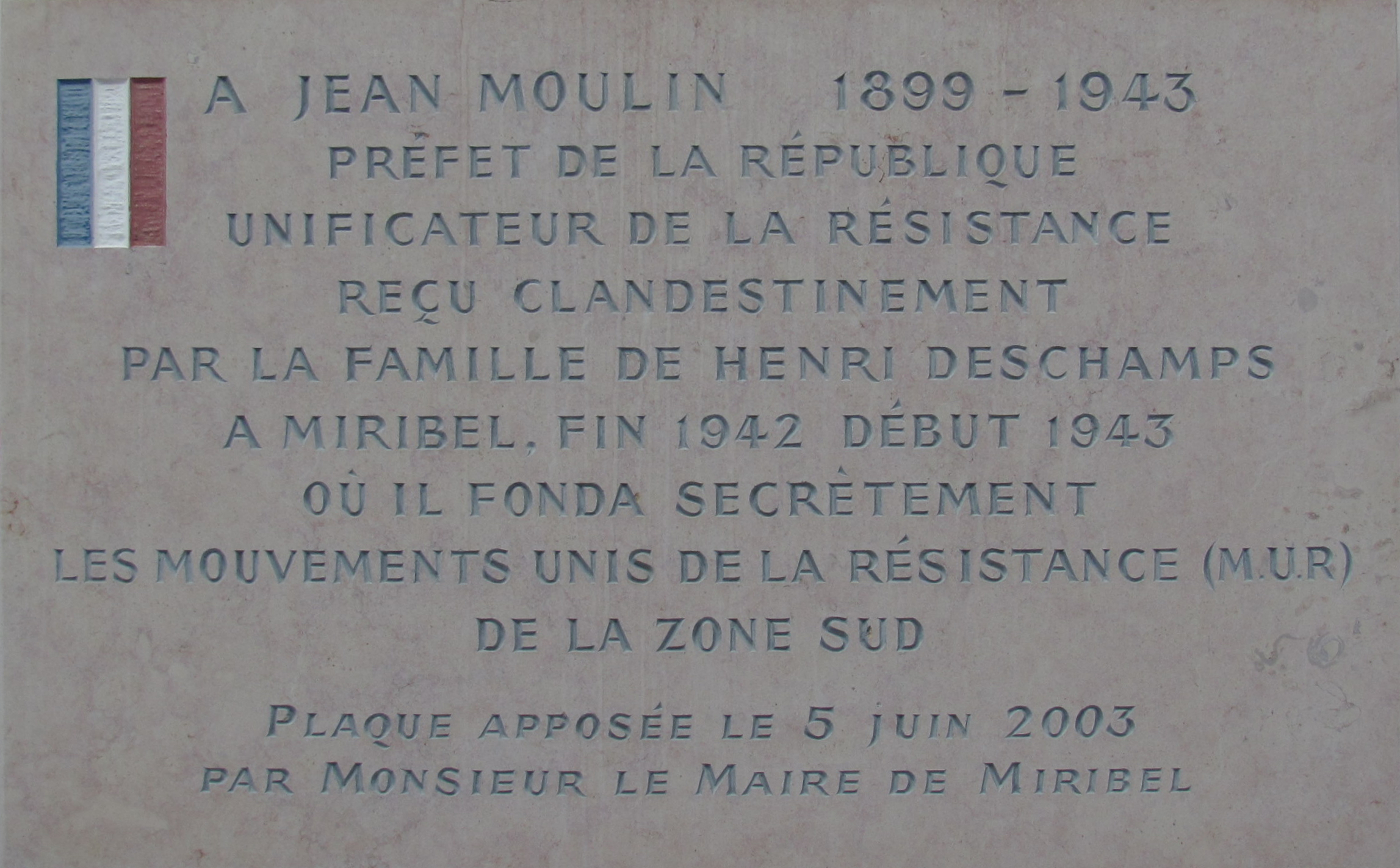
Plaque commémorative située rue Jean-Moulin à Miribel de la création des Mouvements unis de la Résistance.

Les Mouvements unis de la Résistance sont créés à la suite de réunions entre Jean Moulin, Henri Frenay, chef du mouvement Combat, d'Emmanuel d'Astier de La Vigerie, chef de Libération-Sud, Jean-Pierre Lévy, chef de Franc-Tireur au domicile d'Henri Deschamps à Miribel.
Jules Moch, alors hébergé chez les Deschamps, aura l'occasion de rencontrer Jean Moulin. Le 4 avril 1943, des hommes de la Gestapo arrivent à la gare de Miribel ; Madame Deschamps est prévenue in extremis de leur arrivée. Elle se cache avec sa fille d'abord au Cimetière Saint-Martin de Miribel puis à Marlieux, avant de fuir en Corrèze ; Henri Deschamps s'envolera mi-avril pour Londres,. Il revient toutefois dans la région, à Manziat, en octobre 1943.

## Hommages

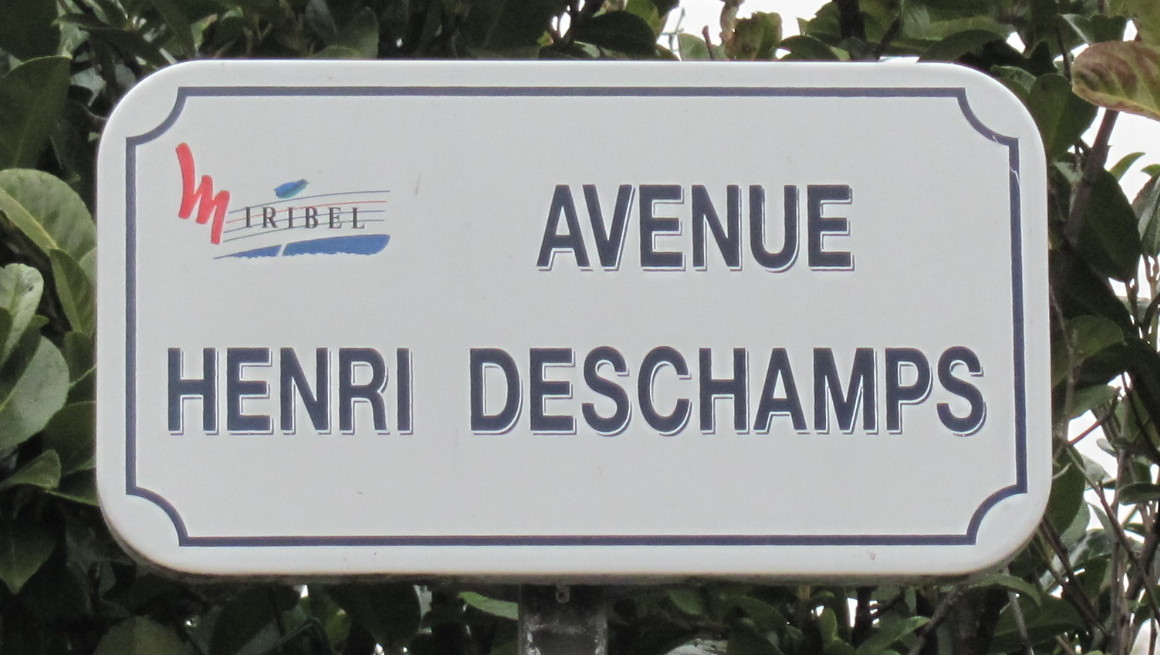
Panneau de l'avenue Henri-Deschamps.

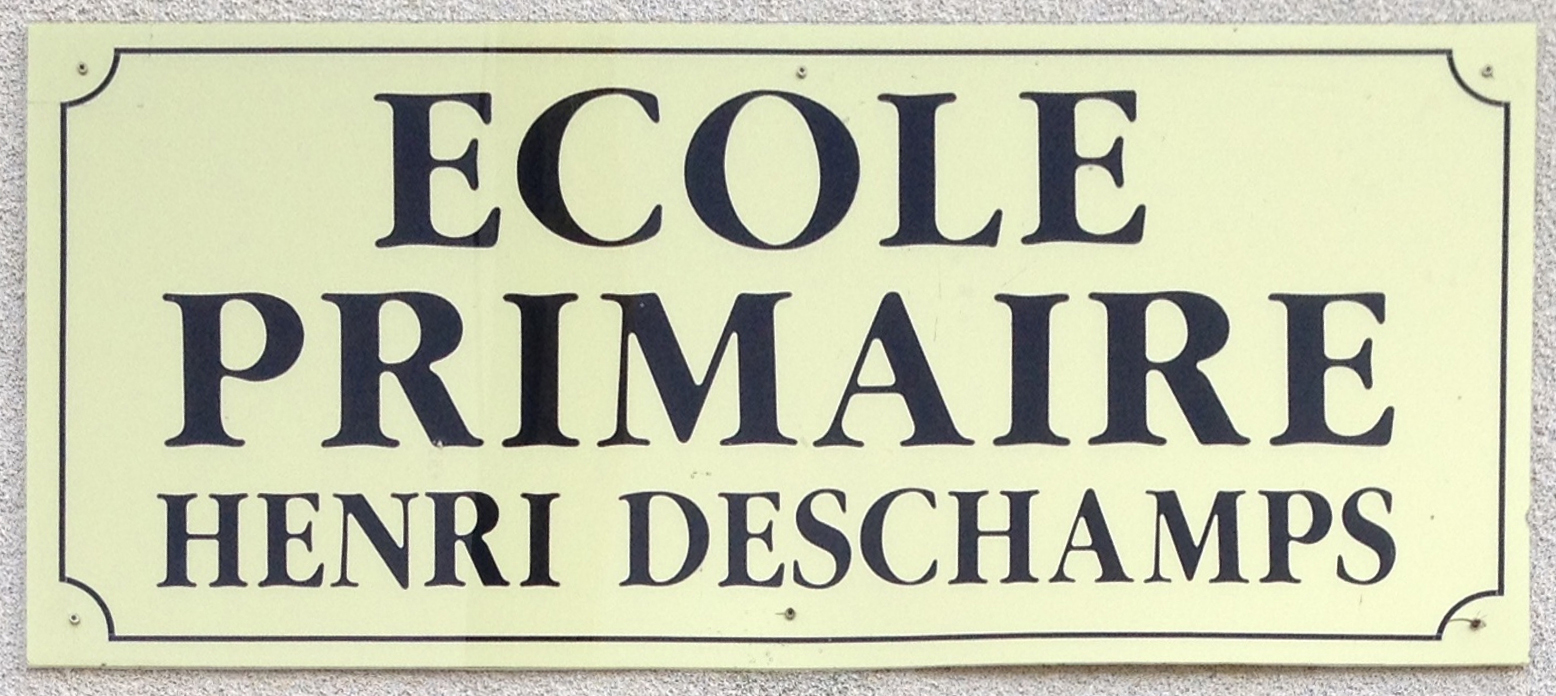
Plaque de l'école Henri-Deschamps.

Il y a une avenue Henri-Deschamps à Miribel ainsi qu'un groupe scolaire Henri-Deschamps (dans le quartier de Saint-Martin).
En mai 2013, débute des travaux de réalisation d'un trompe-l'œil de 90 m2 (45° 49′ 25″ N, 4° 57′ 06″ E) donnant sur la place Henri-Grobon ; il représentera quatre personnalités liées à Miribel : Henri Deschamps, Jean Moulin, Joséphine Guillon et Henri Grobon.
Deux plaques commémoratives sont situées à Miribel : l'une a été apposée en 1955 sur la maison d'Henri Deschamps au 384 Grande Rue (45° 49′ 18″ N, 4° 56′ 50″ E) et l'autre, en 2003, rue Jean-Moulin (45° 49′ 29″ N, 4° 57′ 08″ E).